# Massimo Barone
Pour les articles homonymes, voir Barone.
Massimo Barone (né en 1942 à Rome) est un écrivain italien contemporain. 

## Biographie
Romancier et nouvelliste, Massimo Barone collabore aussi au supplément littéraire Via Po dirigé par Mauro Fabi de Conquiste del Lavoro. Il a encore écrit pour le théâtre dans les années 1980. Son dernier roman, Il console Stendhal, est basé sur la correspondance fictive entre l'écrivain français, consul à Civitavecchia de 1831 à 1841, et une dame romaine. L'ironie de l'auteur se mêle à celle de son illustre prédécesseur. Massimo Barone y donne en outre libre cours à son goût pour l'histoire, notamment antique, déjà présente dans ses autres livres, par le truchement de la passion de Stendhal pour l'archéologie. 
Massimo Barone a pris part au livre dirigé par Carlo Bordini et Andrea di Consoli, Renault 4, scrittori a Roma prima della morte di Moro, recueil de témoignages d'écrivains sur les années 1970 en Italie. Dans son essai Quand la mémoire joue des tours, il rappelle la suite de coups d'état manqués perpétrés par l'extrême-droite italienne entre 1971 et 1974. Parmi les autres auteurs du livre, on citera, Renzo Paris et Beppe Sebaste, dont certains livres ont été traduits en français.

## Œuvres
- Agricane, Marsilio editori, Roma, 1976.
- Parco Nemorense, Avagliano, Roma 2005.
- Ritorni e Altre Storie, Roma, Ilisso, 2006.
- Il console Stendhal, Roma, Avagliano, 2008.
- « Scherzi della memoria », in Renault 4, scrittori a Roma prima della morte di Moro, Roma Avagliano, 2007. Texte paru en français sur La Revue des ressources